# Eslovênia nos Jogos Olímpicos de Verão de 2024
Eslovênia participou dos Jogos Olímpicos de Verão de 2024, realizados em Paris, na França. Foi a nona aparição consecutiva do país nos Jogos Olímpicos de Verão desde a estreia em Barcelona 1992, sendo representado por 95 atletas que competiram em 15 esportes.
Conquistou três medalhas, sendo duas de ouro com Andreja Leški na categoria até 63 kg feminino do judô e com Janja Garnbret no combinado feminino da escalada esportiva, e a medalha de prata de Toni Vodišek na Formula Kite masculina da vela.

## Medalhas
| Atleta         | Esporte            | Evento                 | Medalha |
| -------------- | ------------------ | ---------------------- | ------- |
| Andreja Leški  | Judô               | Até 63 kg feminino     | Ouro    |
| Janja Garnbret | Escalada esportiva | Combinado feminino     | Ouro    |
| Toni Vodišek   | Vela               | Formula Kite masculino | Prata   |

## Competidores
Esta foi a participação por modalidade nesta edição:
| Esporte            | Masculino | Feminino | Total |
| ------------------ | --------- | -------- | ----- |
| Atletismo          | 2         | 5        | 7     |
| Canoagem           | 2         | 2        | 4     |
| Ciclismo           | 4         | 3        | 7     |
| Escalada esportiva | 1         | 2        | 3     |
| Ginástica          | 0         | 2        | 2     |
| Golfe              | 0         | 2        | 2     |
| Handebol           | 16        | 16       | 32    |
| Judô               | 1         | 5        | 6     |
| Natação            | 1         | 4        | 5     |
| Remo               | 1         | 1        | 2     |
| Taekwondo          | 1         | 0        | 1     |
| Tênis de mesa      | 3         | 0        | 3     |
| Tiro com arco      | 1         | 1        | 2     |
| Vela               | 3         | 3        | 6     |
| Voleibol           | 13        | 0        | 13    |
| Total              | 49        | 46       | 95    |